# Myeoncheon-myeon
Myeoncheon-myeon (koreanska: 면천면) är en socken i kommunen Dangjin i provinsen Södra Chungcheong i Sydkorea, 90 km sydväst om huvudstaden Seoul.